# The Sick, the Dying... and the Dead!
The Sick, the Dying... and the Dead! (укр. Хворі, вмираючі... та мертві!) — шістнадцятий студійний альбом американського треш-метал гурту Megadeth, який вийшов 2 вересня 2022 року на лейблі Tradecraft, який належить фронтмену гурту Дейву Мастейну, через дистриб'ютора Universal Music. Це перший альбом групи, в записі якого взяв участь барабанщик Дірк Вербурен. Альбом вийшов через 6 років після свого попередника Dystopia, що є найбільшим проміжком між альбомами у кар'єрі Megadeth. Продюсування альбому тривало три роки, а продюсером запису, окрім самого Мастейна, виступив Кріс Рейкстро.
Під час запису альбому засновник і бас-гітарист Megadeth Девід Еллефсон був звільнений з гурту через сексуальний скандал. Його басові партії були вилучені з альбому та перезаписані басистом Testament Стівом Ді Джорджіо. 
Альбом продався в кількості 48 тисяч одиниць у США за перший тиждень після виходу.

## Продюсування і випуск
На реалізацію запису знадобилося два роки. Студійні сесії почались в травні 2019 року і закінчились у кінці 2021 року.
Вихід альбому був запланований на початок 2022 року,  однак через проблеми з вініловим друком і розповсюдженням дату випуску спочатку перенесли на літо, а потім і на вересень 2022 року.
20 червня 2022 року був запущений вебсайт sickdyingdead.com для просування альбому.
Перший сингл з альбому «We'll Be Back» був випущений через потокові сервіси 23 червня.
Другим синглом з альбому став «Night Stalkers» і був випущений 22 липня.
Третім випущеним синглом став "Soldier On!", він вийшов 12 серпня. 

## Пісні
Семмі Гагар взяв участь у кавер-версії своєї ж пісні "This Planet's on Fire", яка буде випущена, як бонус-трек. «Police Truck» — "важкий" кавер на однойменну пісню Dead Kennedys, також бонус-трек. У пісні «Night Stalker» бере участь репер Ice-T. Дейв Мастейн прокоментував це так: « «Night Stalker» розповідає про 160-й батальйон армії США, і про всі гелікоптери для бойових дій. які заходять вночі, ніхто не знає, що вони там, вони входять, вони виходять. «Мій приятель Ice-T приєднався до мене в середині цього треку, тому що Айс був рейнджером в армії, і він провів декілька років в Афганістані… Я думаю, що це було ще в 1991 році, коли я вперше зустрів його. Я знаю, що він був рейнджером». «Killing Time» розповідає колишню дівчину Мастейна. 

## Звільнення Еллефсона
10 травня 2021 року в соціальній мережі Twitter було опубліковано відео сексуального характеру за участі Девіда Еллефсона. Відео, як повідомляється, записане фанаткою, з якою Еллефсон листувався, спочатку призвело до звинувачень у педофілії. Однак Еллефсон і інша сторона заперечували звинувачення, а фанатка публічно стверджувала, що вона була повнолітньою і робила це за згодою, а відео були несвідомо опубліковані третьою стороною. Еллефсон звернувся до поліцейського департаменту Скоттсдейла (SPD), який намагався висунути звинувачення в порнопомсті. Еллефсон пройшов тест на поліграфі, щоб підтвердити свої заяви, і надав поліції фотографію водійського посвідчення фанатки, щоб підтвердити її повноліття. Він також поділився скріншотами переписок Snapchat і WhatsApp з SPD, пов'язані з обвинуваченнями. Фанатка зізналася, що поділилася відео з друзями, але не знала, як воно потрапило до інших. У звітах SPD сказано: «Вона розкаялася і погодилася надіслати заяву в соціальних мережах у своєму обліковому записі Instagram про те, що вона була добровільною дорослою людиною під час їх спільного віртуального сексуального контакту». Потім 10 травня Еллефсон опублікував її та свою заяви, стверджуючи, що звинувачення в грумінгу були неправдивими. В офіційній заяві Megadeth, опублікованій наступного дня, зазначено, що за ситуацією вони «уважно стежать».
Мастейн оголосив про звільнення Еллефсона з гурту 24 травня 2021 року

## Треклист
| #     | Назва                                  | Автор                            | Тривалість |
| ----- | -------------------------------------- | -------------------------------- | ---------- |
| 1.    | «The Sick, the Dying... and the Dead!» | Mustaine                         | 5:04       |
| 2.    | «Life in Hell»                         | Mustaine Dirk Verbeuren          | 4:12       |
| 3.    | «Night Stalkers» (за участі Ice-T)     | Mustaine Kiko Loureiro Verbeuren | 6:38       |
| 4.    | «Dogs of Chernobyl»                    | Mustaine Loureiro                | 6:14       |
| 5.    | «Sacrifice»                            | Mustaine Loureiro                | 4:08       |
| 6.    | «Junkie»                               | Mustaine                         | 3:39       |
| 7.    | «Psychopathy»                          | Mustaine                         | 1:20       |
| 8.    | «Killing Time»                         | Mustaine Loureiro                | 5:13       |
| 9.    | «Soldier On!»                          | Mustaine Loureiro                | 4:54       |
| 10.   | «Célebutante»                          | Mustaine Loureiro                | 3:51       |
| 11.   | «Mission to Mars»                      | Mustaine Loureiro                | 5:24       |
| 12.   | «We'll Be Back»                        | Mustaine Loureiro                | 4:29       |
| 55:10 |                                        |                                  |            |

| Бонус-треки цифрових релізів | Бонус-треки цифрових релізів                                                               | Бонус-треки цифрових релізів                              | Бонус-треки цифрових релізів |
| #                            | Назва                                                                                      | Автор                                                     | Тривалість                   |
| ---------------------------- | ------------------------------------------------------------------------------------------ | --------------------------------------------------------- | ---------------------------- |
| 13.                          | «Police Truck» (кавер-версія Dead Kennedys)                                                | Jello Biafra, East Bay Ray, Klaus Flouride, D. H. Peligro | 2:29                         |
| 14.                          | «This Planet's on Fire (Burn in Hell)» (кавер-версія Семмі Гагара, за участі Семмі Гагара) | Hagar                                                     | 5:04                         |
| 62:39                        |                                                                                            |                                                           |                              |

| EMP exclusive CD | EMP exclusive CD                                                                             | EMP exclusive CD | EMP exclusive CD |
| #                | Назва                                                                                        | Автор            | Тривалість       |
| ---------------- | -------------------------------------------------------------------------------------------- | ---------------- | ---------------- |
| 13.              | «This Planet's on Fire» (студійний запис; кавер-версія Семмі Гагара, за участі Семмі Гагара) | Hagar            | 5:04             |
| 14.              | «Take No Prisoners» (концертна версія)                                                       | Mustaine         | 3:29             |
| 64:39            |                                                                                              |                  |                  |

| Target exclusive CD | Target exclusive CD                                                                        | Target exclusive CD | Target exclusive CD |
| #                   | Назва                                                                                      | Автор               | Тривалість          |
| ------------------- | ------------------------------------------------------------------------------------------ | ------------------- | ------------------- |
| 13.                 | «This Planet's on Fire (Burn in Hell)» (кавер-версія Семмі Гагара, за участі Семмі Гагара) | Hagar               | 5:04                |
| 14.                 | «The Conjuring» (live)                                                                     | Mustaine            |                     |

## Учасники запису
Megadeth
- Дейв Мастейн – вокал, соло-гітара та ритм-гітара
- Кіко Лорейро – соло-гітара, бек-вокал
- Дірк Вербурен – ударні

Додаткові музиканти
- Стів Ді Джорджіо — бас-гітара
- Брендон Рей - додатковий вокал
- Ерік Даркен — перкусія
- Роджер Ліма - клавішні та ефекти
- Ice-T – вокал у "Night Stalkers"
- Семмі Гагар – вокал у "This Planet's on Fire"

Продюсування
- Продюсери: Дейв Мастейн і Кріс Рейкстро